# Nono (woreda, Illubabor)
Pour les articles homonymes, voir Nono.
Nono est un woreda de l'ouest de l'Éthiopie situé dans la zone Illubabor de la région Oromia. Son centre administratif est Berbersa.
Le woreda Nono peut aussi s’appeler « Sale Nono » ou encore « Nono Sele » ce qui le différencie de son homonyme situé dans la zone Mirab Shewa.
Extrémité sud-ouest de la zone Illubabor, il est limitrophe des régions Gambela et Éthiopie du Sud-Ouest.
| Bure          | Huka Halu | Didu      |
| Gambela Zuria | Nono      | Masha     |
| Abobo         | Mengesh   | Anderacha |

Son centre administratif, Berbersa, ou Birbirsa, parfois appelé K'awa, est à une centaine de kilomètres au sud-ouest de Metu.
Le woreda compte 22 902 habitants au recensement national de 2007 dont 8 % de citadins avec 1 744 habitants à Berbersa. Environ 44 % des habitants du woreda sont protestants, 40 % sont orthodoxes, 10 %  sont musulmans et 3 % sont de religions traditionnelles africaines.
En 2022, la population du woreda est estimée à 33 198 personnes avec une densité de population de 19 personnes par km2 et 1 793 km2 de superficie.